# 中国共产党第十二届中央委员会候补委员列表
中国共产党第十二次全国代表大会於1982年9月1日至11日在北京召开。大会选举了138名中国共产党第十二届中央委员会候补委员。

## 委员列表
（按得票多少为序排列）
杨泰芳（1983年10月递补中央委员）、郎大忠（傣族，1983年10月递补中央委员）、尉健行（1985年9月增选为中央委员）、蒋民宽（1985年9月增选为中央委员）、尹长民（女，1986年9月递补中央委员）、罗尚才（布依族）、周光召（1985年9月增选为中央委员）、郑光迪（女）、姜燮生、彭士禄、尹俊（白族）、年得祥（回族，1986年10月去世）、李刚、陈素芝（女，满族）、胡平（1985年9月增选为中央委员）、胡锦涛（1985年9月增选为中央委员）、袁芳烈、格桑多杰（藏族）、蒋心雄（1985年9月增选为中央委员）、杨析综（1985年9月增选为中央委员）、金宝生（瑶族）、赵宗鼐、唐仲文、潘荣文（女）、朱训（1985年9月增选为中央委员）、刘树生（回族）、李冰（女）、吴文英（女，1985年9月增选为中央委员）、张序登、陆懋曾、陈煐、林殷才、梁栋材、熊清泉（1985年9月增选为中央委员）、魏鸣一、于振武、于鸿礼、卢良恕、朱厚泽（1985年9月增选为中央委员）、乔学亭、邹竞蒙、张辛泰、宫本言、黎明（1985年9月增选为中央委员）、王群、李慧芬（女）、杨岭多吉（藏族）、周阿庆、黄德懋、刘贵谦、孙维本（1985年9月增选为中央委员）、栗寿山、钱其琛（1985年9月增选为中央委员）、董继昌、马思忠（回族）、王越丰（黎族）、巴图巴根（蒙古族）、卢功勋、田世兴、刘鸿儒、张万年、梁成业（壮族）、王忍之（1985年9月增选为中央委员）、王林鹤、刘玉洁（女）、刘国光、许勤、贾那布尔（哈萨克族）、黑伯理（回族）、丁凤英（女）、韩叙、谢非、魏金山（1985年9月增选为中央委员）、孙国治（1985年9月不再担任）、李铁映（1985年9月增选为中央委员）、李淑铮（女）、吴祖强、何光远、张祥、聂奎聚、高德占、黄枢、马忠臣、王学珍、邢崇智（1985年9月增选为中央委员）、刘友法、刘明辉（1985年9月不再担任）、汪家鏐（女）、张伯祥、韩瑞阶、邢至康（女）、刘毅、董占林、王建功、张万欣、安志文、李锋、吴蔚然（1985年9月增选为中央委员）、何竹康（1985年9月增选为中央委员）、陈作霖、宋健（1985年9月增选为中央委员）、林涧青、邹家华（1985年9月增选为中央委员）、羅幹、马卫华（1985年8月逝世）、李化民（1985年9月不再担任）、黄甘英（女）、赵东宛、吴向必（苗族）、高厚良（1985年9月不再担任）、杨正午（土家族，1985年9月增选为中央委员）、严政、刘维明、钱学森（1985年9月不再担任）、杨海波、马洪、房维中、王蒙（1985年9月增选为中央委员）、李际均、徐信、高占祥、叶选平（1985年9月增选为中央委员）、刘海清、马明、王六生（1985年9月不再担任）、李昌安（1985年9月增选为中央委员）、张健民、任荣、杨永良、王扶之、张根生、吴冷西、袁俊、王金山（1985年9月不再担任）、李瑞山、王谦（1985年9月不再担任）、于桑（1985年9月不再担任）、汪东兴（1985年9月不再担任）
1985年中国共产党全国代表会议增选：
丹增（藏族）、刘国范、丁廷模、全树仁、孙文盛、李德洙（朝鲜族）、杨国梁、宋汉良、郑华、徐世群、丁衡高、克尤木·巴吾东（维吾尔族）、陈明义、袁伟民、戚元靖、路甬祥、王宗春、孙同川、孙家正、李长春、吴邦国、宋德福、张立昌、张仲先、贺国强、杨钟、姜洪泉、艾知生、吴官正、乔宗淮、刘云山、刘荣惠、赵地（女）、金鉴（满族）、王郁昭